# Depurinierung
Die Depurinierung ist ein DNA-Schaden, bei der eine Purinbase, das heißt entweder Adenin oder Guanin, vom Zucker-Phosphat-Gerüst des DNA-Doppelstrangs durch Hydrolyse abgespalten wird. Das Phosphodiestergerüst der DNA bleibt bei der Depurinierung intakt, es kann aber als Folge der Depurinierung zu Einzelstrangbrüchen in einem DNA-Strang kommen. Die verbliebene Apurinposition kann frei bleiben oder durch eine andere identische oder nicht-identische Base ersetzt werden.
Die Depurinierung geschieht überwiegend bei starker Hitze und in einem sauren Milieu, tritt aber auch bei normaler Körpertemperatur auf. Im Zuge der Basenexzisionsreparatur können die entstandenen Fehler wieder beseitigt werden.